# Admiral-klass (slagkryssare)

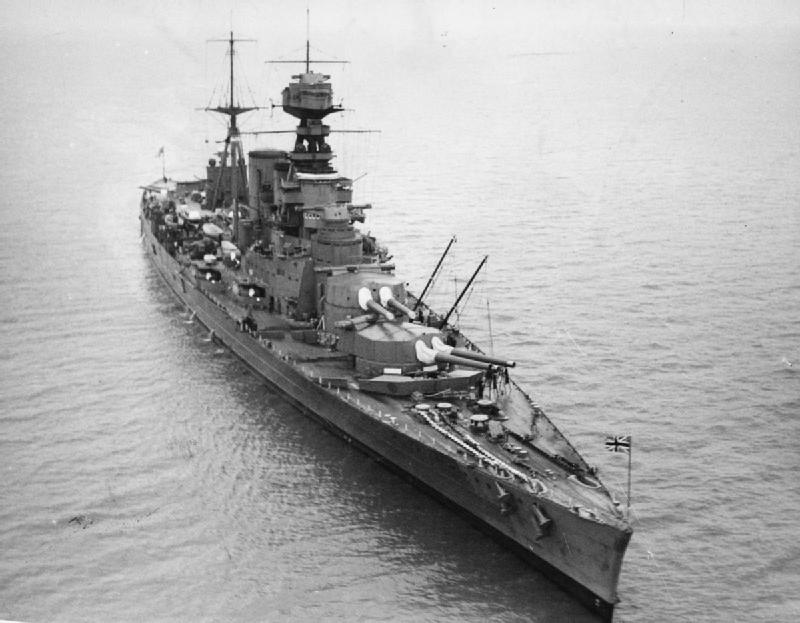
HMS Hood

Admiral-klass var en brittisk fartygsklass, bestående av slagkryssaren HMS Hood, färdigbyggd 1920. HMS Hood var brittiska flottans största fartyg och världens största krigsfartyg under 20 år efter att hon byggts.